# Jens Meurer
Jens Meurer (* 1963 in Nürnberg) ist ein deutscher Filmproduzent, Regisseur und Drehbuchautor.

## Leben und Karriere
Jens Meurer wuchs ab seinem 12. Lebensjahr im südafrikanischen Johannesburg auf. Er begann seine Karriere als Sportreporter und Editor bei der West Rand Times in Krugersdorp. Meurer studierte am Balliol College in Oxford, am Sciences Po in Paris und der Columbia University in New York City.
Ab Ende der 1980er Jahre drehte Meurer erste Dokumentarfilme. Es entstanden mehrere Dokumentarfilme über den Zerfall der Sowjetunion, die Überwindung der Apartheid in Südafrika und die Geschichte der Jeckes in Israel.
1992 gründete er seine Produktionsfirma Egoli Films. Für seine Arbeit wurde Meurer mit dem Europäischen Filmpreis für den Besten Dokumentarfilm 1995 ausgezeichnet.
Im Jahr 2001 fusionierte das Unternehmen mit Judy Tossells Tossell Pictures zur Egoli Tossell Film. Meurer und Tossell hatten sich bereits 1984 während ihres Studiums am Balliol College kennengelernt. Seither produzierte Meurer neben lokalen Filmen auch immer wieder internationale Kinofilme wie Russian Ark, Black Book, Ein russischer Sommer, Carlos – Der Schakal, Drecksau oder Big Game.
Seine deutsch-russische Koproduktion Ein russischer Sommer - The Last Station erhielt zwei Oscar-Nominierungen (Best Actress Helen Mirren, Best Supporting Actor Christopher Plummer). Für Carlos - der Schakal gewann Meurer einen Golden Globe als Produzent.
Nach dem Ausstieg eines ausländischen Produktionspartners musste Egoli Tossell Film im Januar 2011 aufgrund von Liquiditätsproblemen Insolvenz anmelden. Im Juni 2012 wurde das Unternehmen über ein Insolvenzplanverfahren saniert. 2016 erfolgte die Umbenennung in Egoli Tossell Pictures. 2013 gründete Meurer Instant Film als Plattform für seine Projekte als Regisseur.
Er lebt und arbeitet in Berlin. Nach den Kino-Dokumentarfilmen An Impossible Project und Seaside Special arbeitet er gerade an seinem neuen Kinofilm, über und mit dem Liedermacher Wolf Biermann. Alle drei Filme wurden auf klassischem Filmmaterial gedreht.

## Filmografie (Auswahl)
Regie und Drehbuch
- 1990: Harlem - A Dream Deferred (Dokumentarfilm)
- 1992: Das Letzte Jahr der Sowjetunion (Dokumentarserie)
- 1993: Im Osten Was Neues (Dokumentarfilm)
- 1994: Viva Stalin (Kurzfilm)
- 1997: Egoli: My South African Home Movie (Dokumentarfilm)
- 1998: Jeckes – Die entfernten Verwandten (Dokumentarfilm)
- 1999: Public Enemy (Dokumentarfilm)
- 2017: Arri 100 (Interview-Serie)
- 2018: Zauberberg (Dokumentarfilm)
- 2020: An Impossible Project (Dokumentarfilm)
- 2023: Seaside Special (Dokumentarfilm)
- 2026: Biermann (Dokumentarfilm)

Producer
- 1997: Egoli: My South African Home Movie (Dokumentarfilm)
- 1998: Jeckes – Die entfernten Verwandten (Dokumentarfilm)
- 1998: Made in Germany (Dokumentarfilm)
- 1999: Exit East (Dokumentarfilm)
- 2000: Verlorene Söhne – Lost Sons (Dokumentarfilm)
- 2000: 27 Missing Kisses
- 2001: Mon Paradis – Der Winterpalast (Dokumentarfilm)
- 2001: Eine Kopfjagd – Auf der Suche nach dem Schädel des Sultans Mkwawa (Dokumentarfilm)
- 2002: Der Glanz von Berlin (Dokumentarfilm)
- 2002: Russian Ark (Русский ковчег)
- 2002: Mutanten
- 2003: Grüsse aus Dachau (Dokumentarfilm)
- 2004: Flammend’ Herz (Dokumentarfilm)
- 2005: Dancing with Myself (Dokumentarfilm)
- 2005: Shooting Dogs
- 2006: Black Book
- 2006: Maria am Wasser
- 2006: Too Much Future (Dokumentarfilm)
- 2008: Menachem & Fred (Dokumentarfilm)
- 2009: Hilde
- 2009: Ein russischer Sommer (The Last Station)
- 2010: Black Death
- 2010: Carlos – Der Schakal (Carlos)
- 2010: Tief in den Wäldern
- 2013: Drecksau (Filth)
- 2014: Big Game – Die Jagd beginnt (Big Game)
- 2020: An Impossible Project (Dokumentarfilm)
- 2023: Seaside Special (Dokumentarfilm)
- 2023: 27 Storeys (Dokumentarfilm)

Executive Producer
- 2007: Frühstück mit einer Unbekannten (Fernsehfilm)
- 2009: Helen
- 2014: Hectors Reise oder die Suche nach dem Glück (Hector and the Search for Happiness)
- 2015: 3 Türken und ein Baby
- 2015: I Smile Back
- 2016: The Exception
- 2019: The Song of Names
- 2023: The Lesson

Ko-Produzent
- 2010: Bon appétit
- 2012: Song für Marion (Song for Marion)
- 2013: Rush – Alles für den Sieg (Rush)
- 2015: Remember – Vergiss nicht, dich zu erinnern (Remember)
- 2025: I'm Here, I'm Fine